# Salão de Festas de Tutemés III

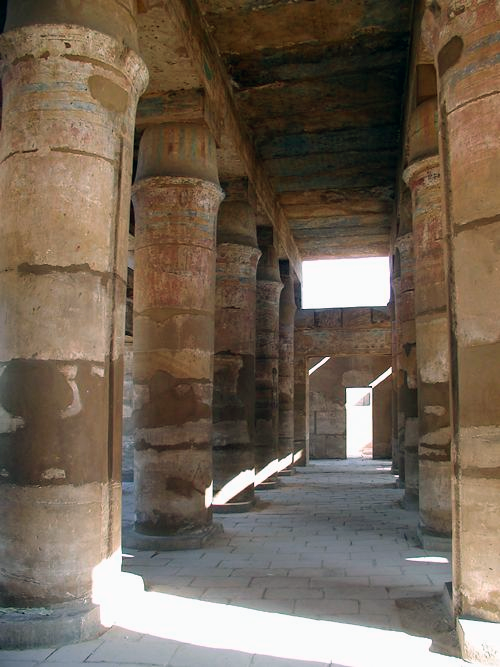
As colunas do salão de festas.

O Salão de Festas de Tutemés III (Akh-menu) é um antigo santuário em Luxor (Tebas), no Egito. Ele está localizado no coração do Recinto de Amon-Rá, no Complexo do Templo de Carnaque. O edifício é normalmente referido como "o mais glorioso dos monumentos", mas "monumento ao espírito vivo" é uma tradução alternativa das referências originais, pois akh pode significar glória ou espírito abençoado/vivo (Por exemplo, Aquenáton é frequentemente traduzido como "espírito vivo de Áton").
O Salão está situado no final da quadra do Reino Médio, com seu eixo perpendicular ao eixo principal leste-oeste do templo. Foi originalmente construído para celebrar o jubileu (Hebe-Sede) do faraó da dinastia 18, Tutemés III, e mais tarde tornou-se usado para celebrar também o Festival de Opet. Aparentemente, foi decorado para ecoar um enorme santuário de tendas, cobertas com toldos e postes de suporte. O santuário é conhecido por abrigar a Lista Real de Carnaque, que retrata Tutemés III com alguns dos faraós anteriores que construíram partes do complexo do templo.

## Estrutura
Os propósitos da arquitetura do edifício são pouco compreendidos e mesmo seu objetivo exato ainda é incerto; o templo foi construído no extremo leste do eixo principal de Carnaque e é cercado com suas próprias paredes. É composto por três alas principais, um conjunto de quartos dedicados a Socáris ao sudeste, um complexo solar a nordeste e, por fim, o próprio salão, a partir do qual as outras áreas do edifício podem ser alcançadas.  Esta área é conhecida como 'Hry-ib', ou 'aquilo que está no coração dele'. A única entrada original era no canto sudoeste. As paredes são adornadas com o Jardim botânico de Tutemés III, uma representação da fauna e flora durante o Reino Novo.

### Salão principal
Em um pequeno espaço fora do salão principal, há uma sala conhecida como a Câmara dos Antepassados, onde uma grande inscrição, a Lista Real de Carnaque, mostra Tutemés III fazendo oferendas para seus 61 antepassados. As inscrições originais foram removidas estão agora localizadas no Louvre em Paris.